# Cedusa fennahi
Cedusa fennahi är en insektsart som beskrevs av Flynn och Kramer 1983. Cedusa fennahi ingår i släktet Cedusa och familjen Derbidae. Inga underarter finns listade i Catalogue of Life.